# Azorengimpel

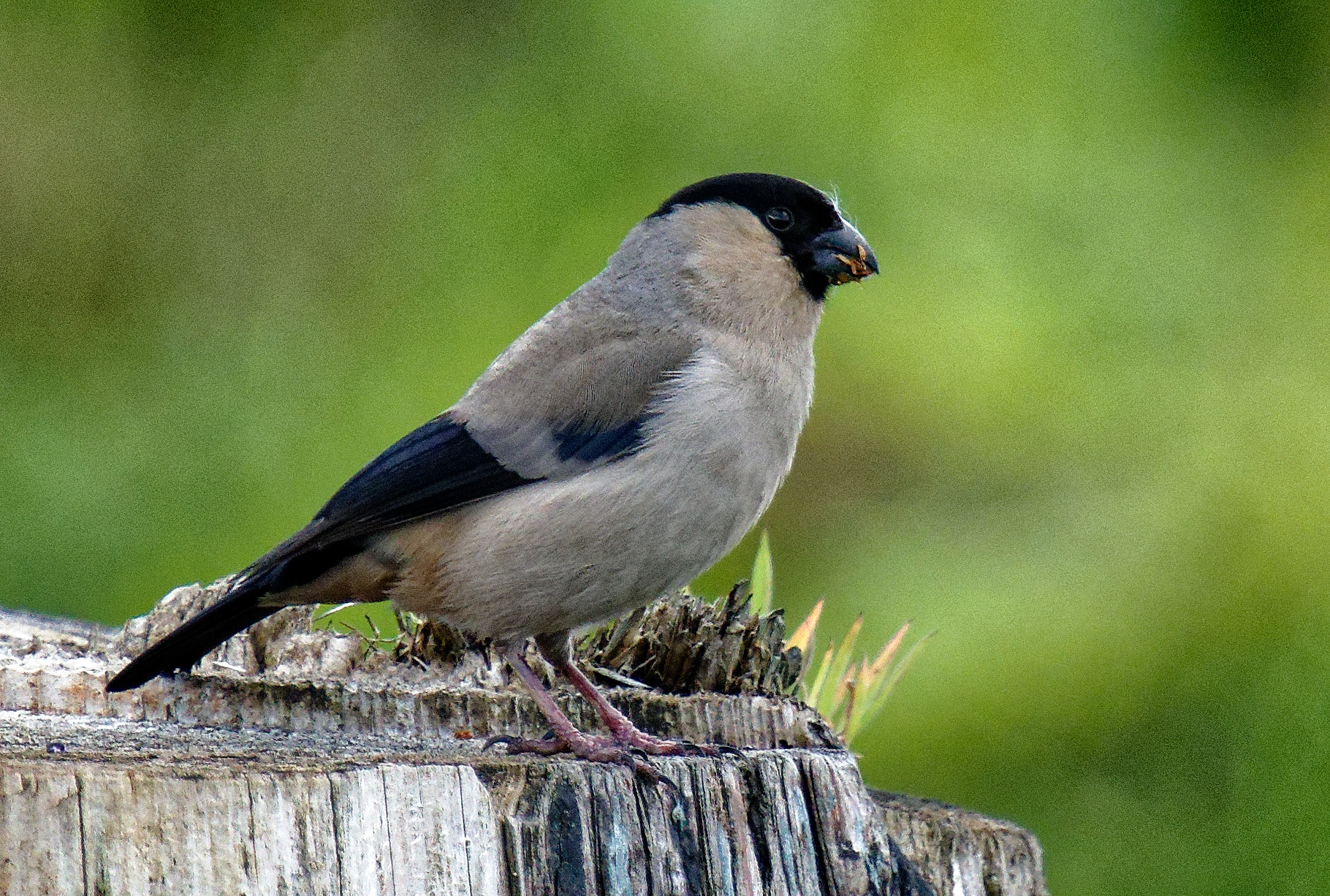
Azorengimpel am Pico da Vara

Der Azorengimpel (Pyrrhula murina), auch São-Miguel-Gimpel oder Priolo genannt, ist eine Vogelart aus der Familie der Finken (Fringillidae).

## Merkmale
Der Azorengimpel erreicht eine Körpergröße von 17 Zentimetern. Er ist ein plumper Vogel mit kurzen Flügeln und einem langen Schwanz. Der Scheitel, die Gesichtsmaske, der konische Schnabel, der Schwanz und die Flügel sind schwarz. Der Rücken ist braun. Der Nacken und die Oberschwanzdecken sind grau. Die Unterseite ist rosabraun. Die Geschlechter sind kaum zu unterscheiden, bei den Männchen zeigt die Unterseite jedoch eine mehr blassrosa Tönung.

## Verbreitung und Lebensraum
Das Verbreitungsgebiet beschränkt sich auf weniger als 60 km² am Pico da Vara im Osten der Azoren-Insel São Miguel.

## Lebensweise
Der Azorengimpel ernährt sich von halbreifen und reifen Samen von Wildkräutern.

## Bestand und Gefährdung
BirdLife International schätzt die Population auf 675 bis 2250 Individuen und stuft die Art in die Kategorie „gefährdet“ (vulnerable) ein. Noch im 19. Jahrhundert war er häufig, da er jedoch in die Obstplantagen der Bauern einfiel, wurde er als Schädling verfolgt. 1927 galt er zunächst als ausgestorben, bis 1968 einige Exemplare an den Hängen des Pico da Vara wiederentdeckt wurden. Heute geht die stärkste Gefährdung durch Lebensraumverlust und Neophyten aus.

## Systematik
Der Azorengimpel wurde zeitweise als Unterart des Gimpels (Pyrrhula pyrrhula) betrachtet. Phylogenetischen Studien zufolge unterscheidet er sich jedoch in der mitochondrialen DNA grundlegend von den britischen und nordeuropäischen Exemplaren der Gimpel. Daher erhielt der Azorengimpel 1993 den Artstatus.